# Ommel
Ommel är en tätort i Ærø kommun i Region Syddanmark i Danmark. Tätorten har 266 invånare (2024). Den ligger på ön Ærø, cirka 5 kilometer sydost om Ærøskøbing.